# 葉明勳
葉明勳（1913年9月25日—2009年11月21日），字夏風，男，福建省浦城縣人；記者出身，資深報人，名作家華嚴（嚴停雲）的丈夫，與辜振甫是連襟；育有三女一子，子名文立，三女名文心、文可、文茲。福建協和大學外文系畢業，曾任中央通訊社社長、世新大學董事長，並參與台灣最大本土廣告公司聯廣公司的創立，逝世前為世新大學榮譽董事長。

## 生平

### 傳統古文教育
葉明勳少時便接受傳統教育，因而奠定深厚的古文基礎。中學就讀於福州最負盛名的教會學校「英華書院」。學校課程除國文外，其餘都由外籍教師以英語講授，故而培養了學生優異的英文聽寫能力。中學畢業時，以葉明勳的名校出身及在中西語文上的造詣，成為當時最熱門的機構——海關及郵政部門——爭取的對象。但葉明勳志不在此。1936年，葉明勳考進福建協和大學外文系攻讀。協和大學是一所基督教大學，早在1915年便已成立，但直到1931年才正式向國民政府教育部登記。協和大學的校訓是「博愛、犧牲、服務」，早期的教師又幾乎都是西方人，而外文系原來是西洋哲學系，因此在品格的薰陶、智慧的啟迪及語文的教養上，對葉明勳都有極大的影響和助益。

### 求學時期
葉明勳在大學期間，連續擔任多年的校刊主編，對於編輯工作至為嫻熟，又熱愛寫作，於是以實際的工作經驗為基礎，發揮他在中西語文的長才，用英文撰寫畢業論文《Formation of Public Opinion》（輿論的形成），這本論文翻譯成中文後由「生力出版社」出版，極受好評。葉明勳優異的表現，使他以第一名畢業，並被留任為校長秘書及助教，且曾一度代理訓導長。
其後，葉明勳被協和大學保送至成都金陵大學研究所。隨即由協和大學推薦給當時的教育部長陳立夫，參加在重慶的中央訓練團受訓。詎料結訓後，戰事蔓延，金陵大學研究所的學業既已中斷，一時又無法回到當時遷到福建邵武的協和大學，葉明勳於是準備在重慶就地覓職，而中央通訊社其時正在招考新人，葉明勳遂以優異的寫作表現及外語能力，考入中央通訊社編譯部，開始他終身以之的新聞事業。中央社嚴謹而紮實的訓練，固然為葉明勳日後的工作奠下堅實的基礎，而中央社社長蕭同茲先生待人處世的風範，最受葉明勳服膺，葉明勳畢生以真誠待人，即是以蕭同茲先生為典範而身體力行者。

### 報業工作
1945年，葉明勳32歲，當年八月，對日抗戰獲得勝利，中華民國接管臺灣。10月5日，葉明勳即以中央通訊社臺灣特派員身分，由重慶偕同國民政府首批前進指揮所人員到臺灣。從此定居臺北，在臺灣散播新聞傳播種子，垂60餘年，主要工作都與新聞傳播及教育有關，茲舉其重要者概列如下：
1946－1950年擔任中央通訊社臺北分社主任，並連任臺灣省新聞記者公會四屆理事長。時葉明勳年33歲－38歲，在新聞界已是頭角崢嶸。1951－1955年擔任臺灣中華日報社社長。
1959－1965年擔任自立晚報社社長。1965年起擔任正聲廣播公司監察人。1978－1994年擔任民生報常務董事。1991年起擔任臺灣電視公司常駐監察人。1998－1999年擔任台灣新生報代董事長。1999－2000年擔任中華民國新聞評議委員會主任委員。
在中華日報社社長任上，為了充實新聞專業涵養，曾於1958年到美國史丹佛大學及科羅拉多州立大學從事研究。
葉明勳除擔任新聞傳播機構的高層與負責人之外，更高瞻遠矚，與友好率先創立廣告公司，以為推展新聞傳播工作之助力：
1961年起擔任國華廣告常務監察人。1973－1977年擔任國華廣告董事長。1977－1989年擔任聯廣公司董事長。
葉明勳不僅見證了臺灣這一時代的新聞史，有如一部活歷史，可以歷數二戰結束以來每一頁報史、每一位報人。而對於臺灣廣告事業的推展，尤其居功甚偉。
1947年二二八事件發生時，葉明勳為中央社駐台記者。陳儀離開台灣前曾找葉聊天，葉當面直指陳儀「在政治上放得太寬，經濟上抓得太緊」。解嚴後，葉明勳曾擔任行政院第一次二二八事件調查委員會的委員，也是台北市二二八和平紀念碑碑文的撰寫者。
葉明勳於經營新聞、廣告事業之餘，於一般實業之發展亦受推重，故長期擔任臺灣水泥公司常駐監察人及常務董事，也擔任中國合成橡膠常駐監察人。
葉明勳早年曾在協和大學執教，對教育事業不能忘懷。因此，1956年，老報人成舍我先生倡議籌辦「世界新聞學院」，並邀葉明勳為共同發起人時，葉明勳即欣然應允。首先成立新聞職業學校，後改為「專科學校」，並應聘為董事，並且自1966年至1975年間，出任學校副校長兼報業行政科主任，時間長達九年。1991年三月，成舍我先生病重，以學校之未來發展考量，力邀葉明勳接任董事長，葉明勳基於情誼與道義，不獲推辭，遂於成舍我先生辭世後繼任董事長，此後十五年間，促成「世界新聞專科學校」先改制為「世界新聞傳播學院」，再改制為「世新大學」。「世新大學」於1997年正式掛牌，不到十年，已經被評定為「教學卓越」大學。2006年世新創校五十周年慶典之後，葉明勳始以九十四歲高齡辭卸董事長，功成身退。董事會仍聘為名譽董事長，以示尊榮。葉明勳於教育，特別重視人格之陶冶，而以身教重於言教，取法乎上，希聖希賢。而對於清貧學生之照顧更是不遺餘力，許多獎學助學基金，都因葉明勳之積極奔走而設立，受惠學生，不可勝數。除擔任世新大學董事長外，葉明勳一直擔任再興中學常務董事，金陵女子高中董事，在在說明葉明勳對教育的關心。

## 擔任公職
此外，葉明勳於出任重要公職與從事公益事業，皆盡其服務、犧牲之初衷，全力以赴。所任重要公職有如：
1951－1954年擔任行政院設計委員。時年葉明勳39歲至42歲。1952－1991年擔任光復大陸設計委員會委員。1954－1957年擔任臺灣省政府顧問。
1989年出任中國國民黨中央評議委員。1990－1993年擔任行政院黨政審議委員會委員。1990－1992年擔任行政院二二八專案小組委員暨研究小組召集人。1992－1995年擔任行政院二二八建碑委員會委員。1995－2000年擔任二二八事件紀念基金會董事。2000－2004年應聘為總統府資政。

## 公益參與
致力於公益事業者如：
1973年起出任財團法人蕭同茲先生文化基金會董事長。1982年起出任財團法人大同文化基金會董事長。1998年起出任財團法人林公熊徵學田基金會常務董事。2001年起出任財團法人立夫醫藥研究文教基金會董事。1988－2004年出任財團法人辜公亮文教基金會董事。2005年葉明勳繼任辜公亮文教基金會董事長。
葉明勳於1949年與嚴停雲女士結婚。嚴停雲是清末民初大學者嚴復的孫女，筆名華嚴，是臺灣文壇的長青樹，創作小說有二十二部之多，其中多部經改編為電視連續劇。
1992年10月，葉明勳出版〈憶事懷人〉一書，書中追懷朝野耆宿林柏壽、連震東、吳三連、辜偉甫、林獻堂、楊肇嘉、陳啟清、許金德、楊亮功、陳博生、潘公弼、葉公超、魏景蒙、成舍我、陳錫恩諸人，或述其人性情，或寫其人風格，或論其人成就貢獻；葉明勳自序中有云：「這些人物，從望重一時的耆宿，到足以傲王侯的布衣，我以側身於新聞界，都不乏交往，也都有一份或師或友的真摯情誼。
1995年，葉明勳更裒輯其平日所作，編成〈感懷集〉問世，其後每年一冊，而為〈感懷續集〉、〈感懷三集〉、〈感懷四集〉、〈感懷五集〉，葉明勳在〈感懷續集〉引言上說：「當我重檢舊作之後，感想很多，使人想起程伊川曾有『道通天地有形外，思入風雲變態中』的詩句，他的原意，無非期以人們所追求的道德修養與思想，都能臻於至高至遠的境界。這種期待，沒有時間空間的差異。」
2010年10月22日，葉明勳被追授第45屆金鐘獎特別獎，行政院新聞局局長江啟臣頒獎，華嚴代為領獎。